# Tom yam

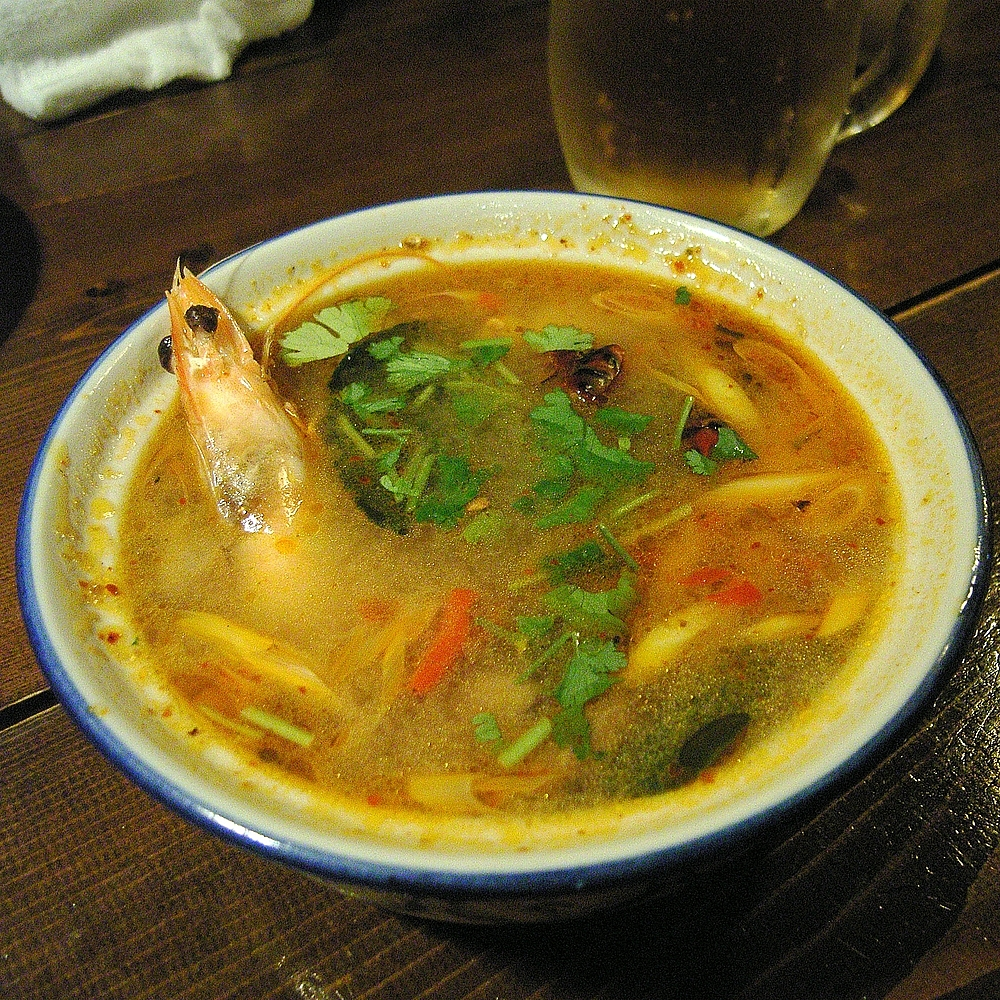
Tom yam kung

Tom yam (taj. ต้มยำ (dtôm-yam), IPA: /tom˥˩.jam˧/ ( odsłuchaj)) – tajska ostra zupa przygotowywana na bazie bulionu lub wody, zazwyczaj z krewetkami (tom yam kung) lub kurczakiem (tom yam kai). W jej skład wchodzą ponadto grzyby tam yan, trawa cytrynowa, chilli, galangal, liście papedy. Zupa jest w smaku jednocześnie delikatna i pikantna.